# Smagliczka skalna

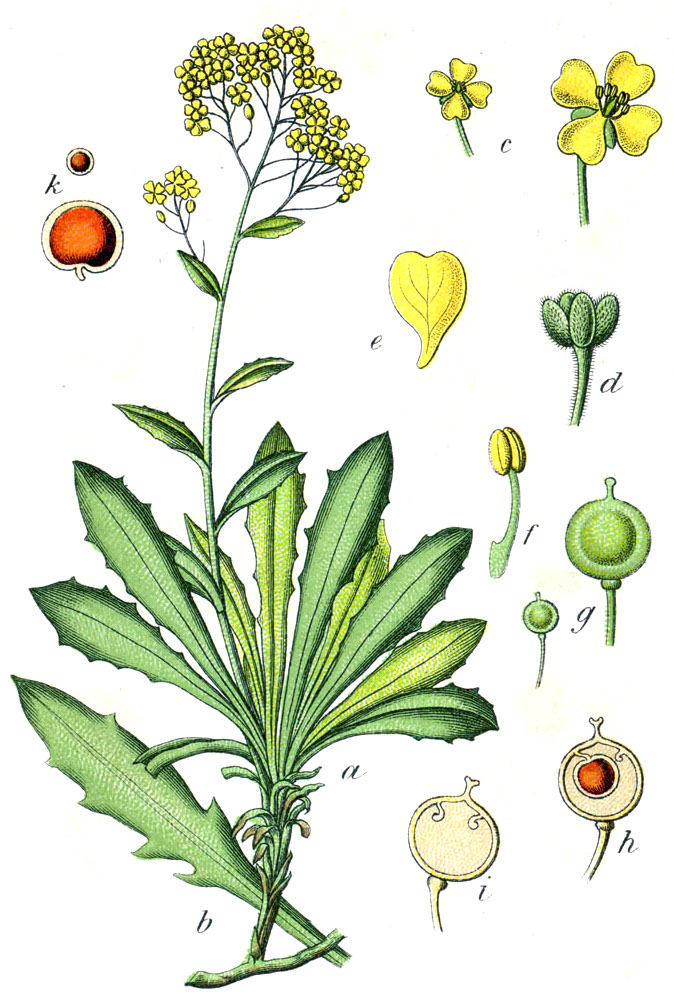
Morfologia

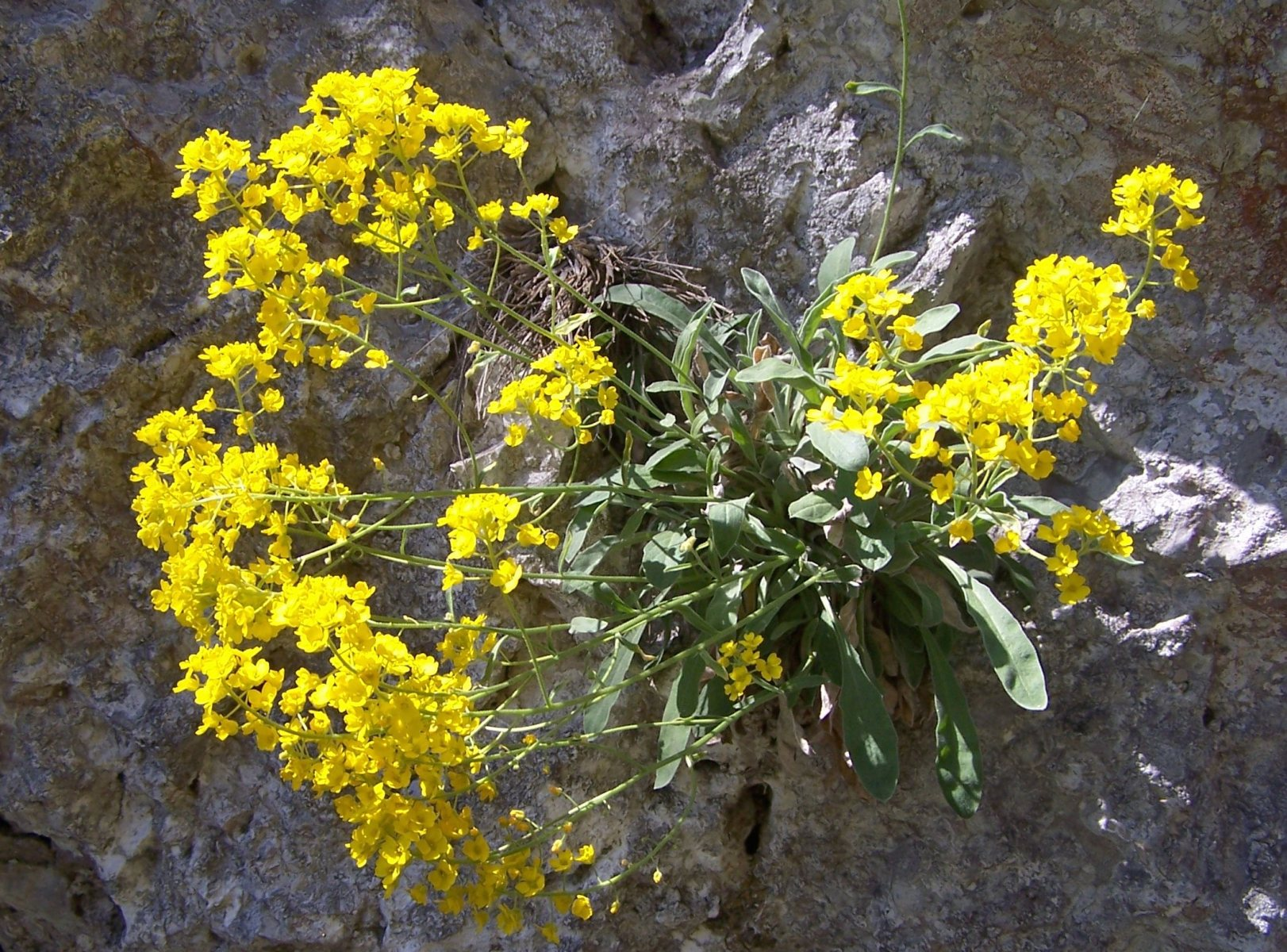
Zwykle tworzy kępy

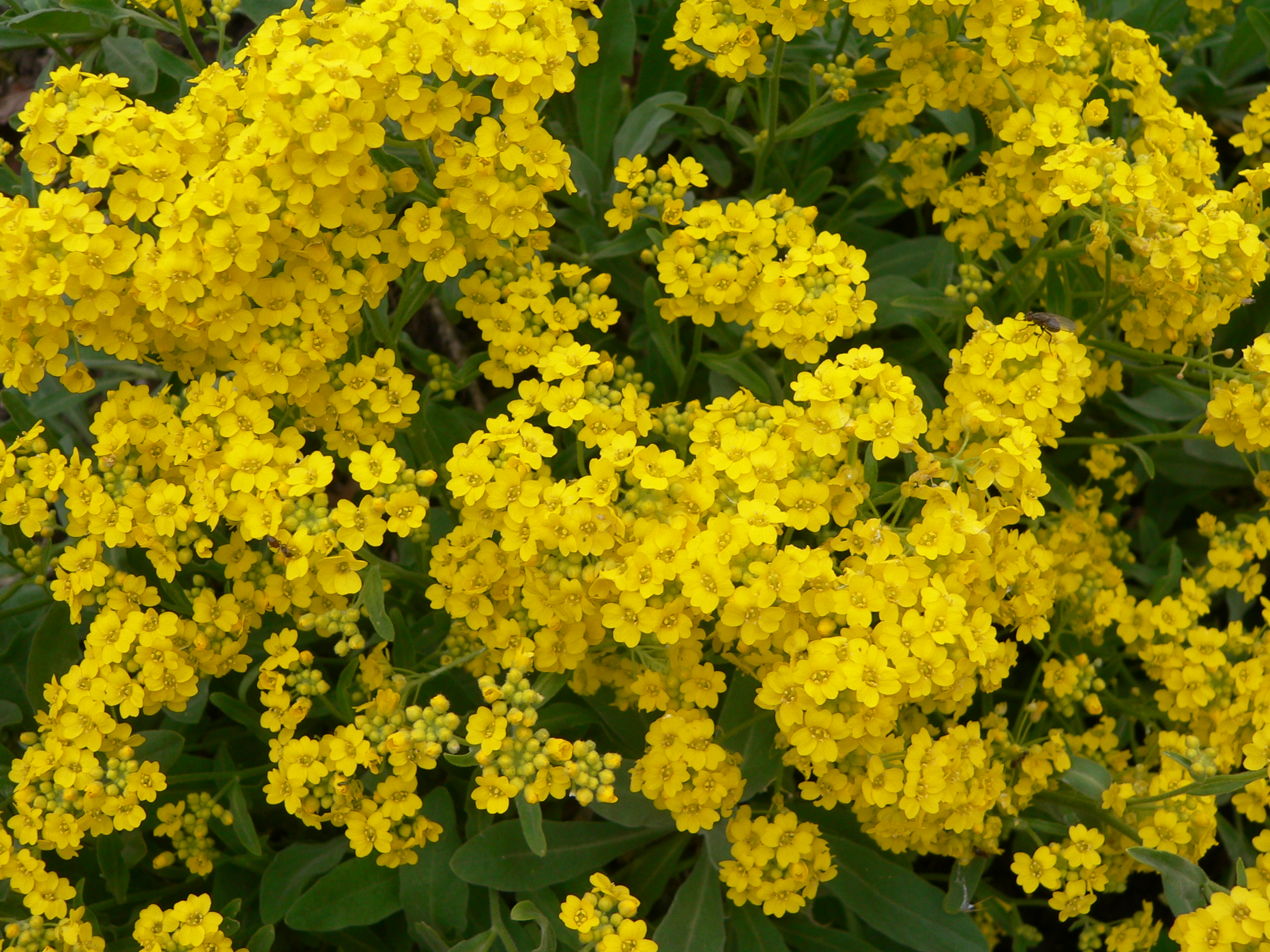
Odmiana ogrodowa

Smagliczka skalna, smagliczka Arduina, złotka skalna (Aurinia saxatilis (L.) Desv.) – gatunek byliny należący do rodziny kapustowatych.

## Rozmieszczenie geograficzne
Występuje w górach Europy: w Alpach, Jurze, Karpatach i górach Półwyspu Bałkańskiego. W Polsce dziko rośnie wyłącznie w Pieninach i jest tam rośliną pospolitą, występującą w całym paśmie Pienin. W dużych ilościach rośnie m.in. zarówno na skale, na której wznoszą się ruiny zamku czorsztyńskiego, jak i w szczelinach samych murów. W Europie Zachodniej czasami dziczeje i jest tam kenofitem. Według niektórych danych występuje również w Turcji. Poza tym jest uprawiana jako roślina ozdobna.

## Nazewnictwo
- W literaturze polskiej zwykle opisywana jako Alyssum saxatile L[4][9].
- Według nowszych ujęć taksonomicznych prawidłowa nazwa gatunku to Aurinia saxatilis (L.) Desv.[10]. Synonimy[3]:
  - Adyseton saxatile (L.) Sweet
  - Adyseton sibiricum G.Don
  - Alyssum cheirifolium Steud.
  - Alyssum minus subsp. micranthum (C.A. Mey.) Breistr.
  - Alyssum saxatile L.
  - Alyssum saxatile subsp. arduinii (Fritsch) Hayek
  - Aurinia saxatilis subsp. arduinii (Fritsch) Dostál
  - Aurinia saxatilis subsp. saxatilis (L.) Desv.
  - Crucifera saxatilis (L.) E.H.L.Krause

## Morfologia
PokrójNiska roślina tworząca kępki. Cała roślina gęsto, gwiazdkowato owłosiona.
ŁodygaWzniesiona, o wysokości 10–25 cm. Ulistnione tylko w dolnej części.
LiścieTworzą gęstą różyczkę. Liście łodygowe łopatkowate do równowąskich, ze zwężoną nasadą, znacznie mniejsze od liści różyczkowych. Wszystkie liście pokryte gęstym, gwiazdkowatym kutnerem.
KwiatyLiczne, promieniste, żółte, zebrane w baldachogrona na górnej, nieulistnionej części łodygi. Tworzą rozetę. U nasady nitek pręcików uszkowate skrzydełka.
OwocŁuszczynki zawierające po 2 wąsko oskrzydlone nasiona w każdej komorze. Łuszczynki są, podobnie jak cała roślina, gwiazdkowato owłosione.

## Biologia i ekologia
Bylina, chamefit, roślina wapieniolubna. Kwitnie od kwietnia do maja, jest owadopylna. Po suchym i upalnym lecie zakwita jeszcze drugi raz pod koniec lata. Siedlisko: szczeliny i ściany skał wapiennych, szczególnie pionowych i silnie nasłonecznionych, oraz piargi u podnóży wapiennych skał. Rośnie także w szczelinach murów wapiennych – np. na Zamku w Czorsztynie. Rośnie na jałowych glebach, wymaga wapnia w podłożu. Przystosowuje się do stanowiska, bardzo silnie się rozrasta. Liczba chromosomów 2n = 16.

## Zastosowanie
Roślina ozdobna. Jest jedną z 5 podstawowych ogrodowych bylin wiosennych (pozostałe to ubiorek wiecznie zielony, floks szydlasty, gęsiówka kaukaska i żagwin ogrodowy). Nadaje się szczególnie do ogrodów skalnych, gdzie ładnie prezentuje się między kamieniami lub na murkach. Bardzo ozdobna w czasie kwitnienia, ale również po przekwitnięciu jej kutnerowate liście stanowią ozdobę ogrodu nawet do późnej jesieni. Może być również sadzona na rabatach w kompozycji z niebieskimi cebulicami, szafirkami, różnobarwnymi tulipanami i in. Zwykle sadzona pojedynczo lub w grupach po 2–3 sztuki. W celu uzyskania zadarnień sadzi się ją w zagęszczeniu do 11 roślin na m².

## Uprawa
Może być rozmnażana z nasion, lub sadzonek wierzchołkowych, które najlepiej jest pobrać w czerwcu-lipcu. Bardziej wskazane jest rozmnażanie przez sadzonkowanie, w przypadku bowiem odmian ozdobnych nasiona źle zachowują cechy rośliny matecznej. Najlepiej rośnie na przewiewnej, dość suchej i kamienistej, wapnowanej glebie. Uprawiana z nasion zakwita w drugim roku po ich wysianiu. Wymaga stanowiska słonecznego. Jest odporna na mróz (strefa mrozoodporności 6), suszę i jest długowieczna.